# Cantó de Vilamur de Tarn
El cantó de Vilamur de Tarn és un cantó francès del departament de l'Alta Garona, a la regió d'Occitània. Està inclòs al districte de Tolosa, té 7 municipis i té com a cap cantonal Vilamur de Tarn.

## Municipis
- Vilamur de Tarn
- Vilamatièr
- La Magdalena
- Mirapeis de Tarn
- Bondigós
- Lairac de Tarn
- Lo Bòrn